# Patio (arqueología)

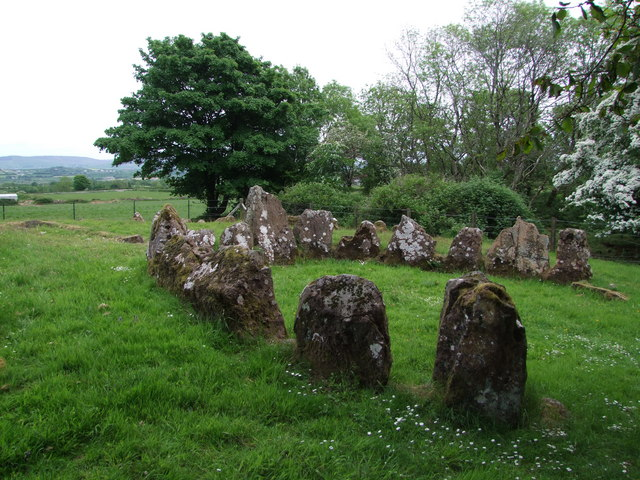
Patio en forma de U en la tumba de corredor de Ballymacaldrack, en Irlanda del Norte. La entrada al cairn se situaría en la base de la U, a la izquierda de la imagen.

En arqueología, un patio es el nombre dado al área frente a ciertos tipos de cámaras funerarias. Los patios fueron probablemente el lugar de celebración de rituales relacionados con el enterramiento y la conmemoración de los muertos en las sociedades que construyeron este tipo de tumbas.
En la arquitectura megalítica europea, los patios son de distinta forma según zonas o épocas: semicircular, en "v", en "u" o en cúspide. Aunque en ciertas áreas se adoptó la forma llamada en asta (por la similutud con las astas de vacuno). Los lados se construyeron con grandes piedras verticales o muros de piedras más pequeñas apiladas. Las piedras se colocaban ordenadas por alturas en forma creciente para crear una sensación de portal en la entrada de la tumba. A finales del Neolítico temprano este tipo de construcciones eran habituales y siguieron usándose hasta finales del Neolítico tardío, luego fueron perdiendo toda relación con el megalitismo.
Algunos también tenían pisos pavimentados y en otros se levantaron piedras de bloqueo delante de ellos para sellar la tumba, como en el túmulo alargado de West Kennet. Su forma, la cual sugiere un intento de centrar la atención en la tumba en sí misma, puede indicar que fueron utilizados ceremonialmente como una especie de auditorio al aire libre durante las ceremonias. En las excavaciones de algunos patios se ha recuperado hueso de animales, cerámica y pruebas de incineraciones, lo que sugiere que sirvieron como lugares para ofrendas votivas o fiestas dedicadas a los muertos.